# France Vanlaethem
France Vanlaethem est une architecte belge née en 1945. Elle gère une association de gestion et de promotion du patrimoine, a écrit des livres et articles et est professeur au sein de l'Université du Québec à Montréal. 

## Biographie[2],[3]
Elle fait ses études au sein de l'École nationale supérieure d'architecture et des arts visuels La Cambre de Bruxelles où elle obtient son diplôme (1969). Elle engage ensuite un doctorat en aménagement au sein de l'Université de Montréal 1986, avec une thèse intitulée «Mouvement moderne en Belgique. Avant-garde et profession, 1919-1939». Depuis 1975, France Vanlaethem est professeure régulière à l'École de design à l'Université du Québec à Montréal où elle a dans un premier temps enseigné les cours d'histoire de l'architecture, de théorie de l'architecture et du design dans le cadre du programme de design et de l'environnement et, par la suite, ceux liés au diplôme d'études supérieures spécialisées en architecture moderne et patrimoine qu'elle dirige depuis 2001. Elle est aussi chaperonne de mémoire des étudiants officiants en études des arts et des thèses en histoire de l'art et en muséologie, médiation et patrimoine.
Intéressée par l'architecture moderniste, l'architecture contemporaine et le design, elle œuvre au partage de projets et des idées dans ces domaines. Dans ce but elle fonde le Centre de design de l'UQAM (1981-1986). Par la suite elle devient rédactrice en chef de la revue Architecture-Québec (ARQ) (1989-1993). Aujourd'hui elle se focalise sur ses recherches qui portent sur l'avènement et l'affirmation de la modernité architecturale qu'elle observe aussi bien au Québec qu'en Belgique. 
Elle est co-auteure de "L'architecture en Belgique, 1919-1939. Modernisme et Art déco" (Bruxelles, édition Racine,1996), réédité il y a peu "Montréal, métropole, 1880-1930", présentée au Centre Canadien d'Architecture à Montréal (CCA) en 1998, puis au Musée des Beaux-Arts d'Ottawa. Elle réalise actuellement une étude sur le développement du Montréal moderne, de ses constructions et son urbanisme entre 1940 et 1976, recherche subventionnée par le Conseil de Recherche des Sciences Humaines  du Canada (CRSH). 
Motivée par son engagement dans le domaine du patrimoine tout en se basant sur ses compétences en histoire de l'architecture moderne au Québec, elle fut une des premières à élever la voix contre les rénovations non respectueuses des bâtiments des années 1960. Ce mouvement de protestation mena à une mobilisation populaire contre les travaux de réaffectation, de réfection et de mise au goût du jour du Wesmount Square en 1988. Membre de Docomomo International depuis 1992, une association de défense du patrimoine, elle fonda la branche québécoise et en est la présidente encore aujourd'hui. Elle intégra la Commission des biens culturels du Québec ainsi que le Conseil du patrimoine de Montréal.

## Œuvres
- Montréal métropole, 1880-1930, Montréal, 1998 (codirectrice).
- Art déco et modernisme en Belgique. L’Architecture de l’entre-deux-guerres en Belgique, Bruxelles, Tielt,1996 (co-auteure avec Jos Vandenbreeden).
- La place publique dans la ville contemporaine, Montréal, 1995 (actes du colloque organisé par l’AFFAA et l’UQAM en 1992).
- La sauvegarde de l'architecture moderne, Montréal, Presses de l'Université du Québec, 2014 (co-auteure).
- Carte Montréal Béton, Montréal, Blue Crow, 2020 (auteure).
- Sur les traces du Montréal moderne et du domaine de l'Estérel au Québec, Montréal, CIVA, 2014 (co-auteure).
- Patrimoine en devenir, l'architecture moderne du Québec, Montréal, Les publications du Québec, 2014 (auteure).